# Ostracion whitleyi
Ostracion whitleyi is een straalvinnige vis uit de familie van de koffervissen (Ostraciidae). De wetenschappelijke naam van de soort is voor het eerst geldig gepubliceerd in 1931 door Henry Weed Fowler.

## Synoniemen
- Ostracion ornatus Hollard, 1857